# UNDER:COVER 2
『UNDER:COVER 2』（アンダー・カバー・ツー）は、2013年2月27日にリリースされたT.M.Revolutionのセルフカバー・アルバム。発売元はエピックレコード。

## 概要
- T.M.Revolutionデビュー15周年記念企画として2006年発売前作『UNDER:COVER』の第2弾の製作が決定。前作におけるシングル「vestige -ヴェスティージ-」と同様、アルバム『CLOUD NINE』に投票ページへのパスワード記述用紙が封入され、15曲が決定した。前作同様ジャケットや歌詞カードにおいて女装姿を披露している。レコーディングを終え、2012年9月26日に発売予定だったが、制作上の都合により発売延期されることとなった。
- 前作はabingdon boys schoolにも通じるロックバンド調のアレンジが主だったが、今作ではそれに加えデジタルロックやラップ等様々な要素を取り入れ、原曲とは別物のような雰囲気へ大きく変えたアレンジが主となっている。
- 完全生産限定盤Type A,B,C・初回生産限定盤・通常盤の全5タイプでのリリース。完全生産限定盤は豪華LPサイズBOX仕様で、「Meteor -ミーティア-」を収録したボーナス・ディスク、BODY WILDとコラボした各タイプによりデザインが異なるレディースアンダーウェアが封入。初回生産限定盤は三方背BOX仕様でイナズマロックフェス2012のライブ映像が収録されたDVD同梱。通常盤は初回仕様分のみリクエストハンドルネームのクレジット入りポスターを封入。累計売上は4.1万枚を記録した[1]。

太字は9月26日にアナウンスされてから変更・追加された内容。
対象外の曲
- 前作で選ばれた曲（Instrumentalであった「Meteor -ミーティア-」のみ例外で投票対象）
- the end of genesis T.M.R.evolution turbo type D期の曲。
- 『CLOUD NINE』で初出となる曲。→投票対象
- リミックスや別バージョンの曲（例外として「BLACK OR WHITE?」と「BLACK OR WHITE? vesion3」は合算した上ランキングに反映され、「Web of Night」は日本語版,英語版両方が投票対象であった。）

これらの条件を踏まえて
- これまでに発売したシングル全25枚、アルバム9枚の全曲が対象。

## 収録曲
作詞：井上秋緒　作曲：浅倉大介
1. LEVEL 4
  - 編曲：UZUMAKI
  - 出版社：ダーウィン

4thシングル。
2. 蒼い霹靂
  - 編曲：岸利至
  - 出版社：ダーウィン

7thシングル。
布袋寅泰がゲスト参加。
3. IMITATION CRIME
  - 編曲：原田憲
  - 出版社：フジパシフィック音楽出版

3rdシングル「HEART OF SWORD 〜夜明け前〜」のC/W曲。
JESSEがゲスト参加。
4. INVOKE
  - 編曲：kz
  - 出版社：ソニー・ミュージックパブリッシング

17thシングル。
5. last resort
  - 編曲：大島こうすけ
  - 出版社：ソニー・ミュージックアーティスツ

5thアルバム『progress』収録曲。
May J.がゲスト参加。
6. 独裁 -monopolize-
  - 編曲：浅倉大介
  - 出版社：フジパシフィック音楽出版

1stシングル。TATSUYAがゲスト参加。
7. とっておきのおはなし～新説恋愛進化論
  - 作詞：麻倉真琴　編曲：柴崎浩
  - 出版社：ソニー・ミュージックアーティスツ

4thアルバム『The Force』収録曲。
8. O.L
  - 編曲：鈴木覚
  - 出版社：ダーウィン

3rdアルバム『triple joker』収録曲。
中西康晴がゲスト参加。
9. Burnin' X'mas
  - 編曲：I.N.A
  - 出版社：ソニー・ミュージックアーティスツ

10thシングル。
10. SHAKIN' LOVE
  - 作詞：麻倉真琴　編曲：IKUO
  - 出版社：ダーウィン

2ndアルバム『restoration LEVEL→3』収録曲。
the GazettE、蓮尾理之がゲスト参加。
11. Out Of Orbit 〜Triple ZERO〜
  - 編曲：SHINGO
  - 出版社：日本テレビ音楽

16thシングル。
12. WILD RUSH
  - 編曲：VERBAL
  - 出版社：ソニー・ミュージックアーティスツ

11thシングル。
13. Albireo -アルビレオ-
  - 編曲：Tom-H@ck
  - 出版社：日本テレビ音楽

18thシングル。
14. vestige -ヴェスティージ-
  - 編曲：松谷卓
  - 出版社：ソニー・ミュージックパブリッシング

21stシングル。
15. Tomorrow Meets Resistance
  - 編曲：HOME MADE 家族
  - 出版社：ダーウィン

2ndアルバム『restoration LEVEL→3』収録曲。

### Bonus Disc（完全生産限定盤Type A・B・Cのみ）
1. Meteor -ミーティア-
  - 編曲：大西省吾
  - 出版社：ソニー・ミュージックパブリッシング

6thアルバム『coordinate』収録曲。

### DVD（初回限定生産盤のみ）
INAZUMA ROCK FES. 2012
2012.9.16 at Lake Biwa Museum Park Karasuma-Peninsula Kusatsu City Shiga JAPAN
1. FLAGS
2. 蒼い霹靂
3. LEVEL 4
4. とっておきのおはなし～新説恋愛進化論
5. Naked arms
6. SWORD SUMMIT
7. The party must go on
8. チカラにかえて
9. 消臭力のうた
10. Lakers
11. Tomorrow Meets Resistance

## 投票結果
投票結果、下記の上位15位までが収録だったが、延期のお詫びに新たに1曲が追加された。（括弧内は投票率）
- 1位 LEVEL 4 (105%)
- 2位 IMITATION CRIME (103%)
- 3位 vestige -ヴェスティージ-(94%)
- 4位 last resort (89%)
- 5位 SHAKIN' LOVE'97 ～LIVE REVOLUTION～ (82%)
- 6位 Out Of Orbit -Triple ZERO-(79%)
- 7位 蒼い霹靂 (78%)
- 8位 とっておきのおはなし～新説恋愛進化論 (74%)
- 9位 Tomorrow Meets Resistance (71%)
- 10位 独裁 -monopolize- (68%)
- 11位 Burnin' X'mas (66%)
- 12位 WILD RUSH (63%)
- 13位 INVOKE (61%)
- 14位 Albireo -アルビレオ- (59%)
- 15位 O.L (58%)
- 16位 Meteor -ミーティア-（追加曲、因みに元々の投票でも16位だった）

## 発売延期について
- 2012年9月26日発売予定だったが、制作上の都合により2012年9月14日に公式ウェブサイトにて発売延期が正式に発表され、詳細を当初の発売日に行うとアナウンスした。
- 延期理由についてニコニコ生放送にて関係者およびアーティスト本人より正式にコメントを行った。
  - 「世界進出を考えているT.M.Revolutionとしては、世界同時発売を目指している。現在のアジアの国際情勢を考えると延期せざるを得ないという制作チームの総意があったため。」
  - 「15周年ということで15曲で制作していたが、16周年にもまたぐアルバムでもあり、また、延期したことによって時間ができたため、それを有効に使おうということで1曲これから追加して合計16曲にしよう」
- 9月26日から10月3日までの1週間で再度リクエストを国内だけでなく国外からも募ることとなった。
- 11月7日より、「Burnin' X'mas」のみ先行配信が開始。

## 規格品番
- 完全生産限定盤 Type A：ESCL-4019/21 ￥8,000-
- 完全生産限定盤 Type B：ESCL-4022/4 ￥8,000-
- 完全生産限定盤 Type C：ESCL-4025/7 ￥8,000-
- 初回限定生産盤：ESCL-4028/9 ￥3,900-
- 通常盤：ESCL-4030 ￥3,059-